# كلاوديو خوسيه كازاس
كلاوديو خوسيه كازاس (بالإسبانية: Claudio José Casas)‏ هو دراج إسباني، ولد في 26 فبراير 1982 في طرويل في إسبانيا.